# Hermann Josef Dahmen
Hermann Josef Dahmen (* 19. Februar 1910 in Bonn; † 14. November 1991 in Esslingen am Neckar) war ein deutscher Chorleiter, Komponist, Dirigent und Musikhistoriker.

## Leben
In der rheinischen Familie, in der Dahmen groß wurde, pflegte man das Singen von Volksliedern. Er studierte Musikwissenschaft in Kombination mit Volkskunde in Bonn. Mit einigen Kommilitonen gründete er einen Kammerchor, auf den der Kölner Funksender aufmerksam wurde und ihm eine Zusammenarbeit anbot, die bis 1951 anhielt. In den Jahren 1935 bis 1937 leitete er auch den Stifts-Chor Bonn. Von 1951 bis 1975 war er Chefdirigent des „Chores des Süddeutschen Rundfunks“, der von 1959 an „Südfunk-Chor“ und ab 1971 „Südfunk-Chor Stuttgart“ hieß (1998 erneute Umbenennung in „SWR Vokalensemble Stuttgart“).
Dahmen war ein großer Friedrich-Silcher-Forscher, der mehrere Bücher und Aufsätze – Biografien, Werkausgaben, Werkverzeichnisse – über und zu dem Volksliedkomponisten verfasste. Außerdem gründete er 1956 das Silcher-Archiv in dessen Geburtsstadt Schnait (Weinstadt).
Als erster Leiter des Montanara-Chores in Stuttgart schob er deren erfolgreiche Bühnen- und Schallplattenkarriere an. Sowohl für den Südfunk- und den Montanara-Chor, als auch für andere Chöre der Umgebung arrangierte er internationale Volksweisen oder komponierte Geselligkeitslieder. Insbesondere den Männerchor in Aichschieß, dem Gotthilf Fischer vorgestanden hatte, führte er von 1964 bis 1986 mit einem anspruchsvollen Repertoire, worin sich zum Beispiel ein Strawinsky-Stück befinden konnte, zu Höchstleistungen.
Er lebte zuletzt in Aichschieß, das der Gemeinde Aichwald zugehörig ist, und verstarb im zehn Kilometer entfernten Esslingen am Neckar.

## Kompositionen
- Zum Willkomm und zum Abschied in geselliger Runde (vier heitere Chorlieder, 1977)
- Zum Umtrunk in geselliger Runde (für Solostimme und vierstimmigen Männerchor, 1978)

## Arrangements (Auswahl)
- Vom Himmel hoch da komm ich her (Chorkantate, 1959)
- Joseph, lieber Joseph mein (Kantate für Sopran und Bariton solo und Orgel, nach dem Mainzer Cantual 1605, 1974)
- Ave verum corpus (für Männerchor mit Orgel-Begleitung nach W.A. Mozart, 1977)
- Des Sommers letzte Rose (irische Volksweise, für Männerchor a cappella, 1994)

## Schriften
- Silcher. Bilder aus seinem Leben. Stuttgart, Verlag E. Schreiber 1960.
- Silcher in seiner Zeit. Schnait, Silcher-Archiv 1980.
- Beiträge zur Silcherforschung. Pädagogischer Verlag Burgbücherei Schneider, Baltmannsweiler 1987.
- Friedrich Silcher, Komponist und Demokrat. Eine Biographie. Stuttgart/Wien, Edition Erdmann in Thienemanns Verlag 1989. ISBN 3-522-62650-8.
- Werkverzeichnis Friedrich Silcher. Aichwald, Selbstverlag, [1992].

## Lexikonbeiträge
- Silcher, Philipp. In: Die Musik in Geschichte und Gegenwart. Band 12, Bärenreiter, Kassel 1965, Sp. 701 ff.

## Herausgeberschaft
- Friedrich Silcher. Ausgewählte Werke. Kritische Neuausgabe, hrsg. im Auftrag des Schwäbischen Sängerbundes, Edition Nagel, Kassel [o. J.]
- Erasmus Widmann. O musica. Für vierstimmigen Chor, Hänssler, Neuhausen (Filder) 1980.

## Tonaufnahmen (Auswahl)
- Der Silcher-Chor: Am Brunnen vor dem Tore. Lieder und Chorsätze von Friedrich Silcher. Decca, 1965.
- Der MontanaraChor und der Stuttgarter Lehrergesangsverein: Ich bete an die Macht der Liebe. Polydor, 1970.
- Stuttgarter Lehrergesangsverein: Jetzt gang i ans Brünnele. Volkslieder für Männerchor von Friedrich Silcher. BMG Ariola, [Jahr unbek.].
- Der Stuttgarter Lehrergesangsverein und der Männerchor Aichschieß: Im Abendrot. Gong, 1971.
- Der Männerchor Aichschieß: In allen guten Stunden. Der Männerchor Aichschieß singt deutsche und ausländische Chorwerke und Volksweisen aus vier Jahrhunderten. Deutsche Austrophon, 1975.
- Mitglieder des Chores vom Süddeutschen Rundfunk mit Begleitorchester: Über die Heide. Hermann-Löns-Lieder. Intercord, 1977.
- Südfunk-Chor: Noch aber rauchen die Ruinen der Tage (Zyklus für gemischten Chor a cappella). Auf: Friedrich Voss. Ein Komponistenportrait. Thorofon, 1990 (CD).
- Diverse: Singt mit! 50 Wander- und Fahrtenlieder. Elite Special (Da Music), 2004 (Do-CD).

## Auszeichnungen
- 1987: Heimatmedaille des Landes Baden-Württemberg[4]